# أل أدير
أل أدير هو سياسي كندي، ولد في 13 مايو 1929 في كندا، وتوفي في 24 ديسمبر 1996 في نفس البلد. حزبياً، نشط في الرابطة التقدمية المحافظة في ألبرتا ‏. وقد انتخب عضو الجمعية التشريعية ألبرتا.